# Aerolinee Itavia-vlucht 870
Aerolinee Itavia-vlucht 870 (IATA: IH 870 en door militaire radars aangeduid als AJ421) was een Italiaanse commerciële vlucht uitgevoerd door Aerolinee Itavia met een Douglas DC-9. De vlucht ging van het Italiaanse vliegveld Aeroporto Guglielmo Marconi di Bologna in Bologna naar het eveneens Italiaanse vliegveld Aeroporto di Palermo Falcone Borsellino in Palermo. Nabij het vulkanische eiland Ustica in de Tyrreense Zee is het vliegtuig in zee gestort, waarbij alle 77 passagiers en de vier bemanningsleden om het leven kwamen. 
In de Italiaanse media werd het vliegtuigongeluk ook wel Bloedbad van Ustica (Strage di Ustica) genoemd. Naar aanleiding van het vliegtuigongeluk zijn diverse onderzoeken ingesteld. Op 23 januari 2013 werd door de Italiaanse rechtbank geoordeeld dat er duidelijk bewijs was dat het vliegtuig door middel van een raket was neergeschoten. Er doen vele theorieën de ronde over de mogelijke daders. Een van de meest prominente is gebaseerd op een uitspraak van premier Francesco Cossiga, dat de raket werd afgevuurd door of met medeweten van Frankrijk.

## Verloop
De Douglas DC-9 vertrok op 27 juni 1980 met bijna 2 uur vertraging vanuit Bologna. Het was een standaard geplande vlucht richting Palermo. Domenico Gatti was de piloot en Enzo Fontana de co-piloot. Om 20:56 had de verkeerstoren van Rome voor het laatst contact met het toestel en ze sloegen om 21:06 alarm. 
De volgende morgen vonden reddingsbrigades ten noorden van het eiland Ustica in de Tyrreense zee de wrakstukken van het toestel en de levenloze lichamen van 38 passagiers. De stoffelijke overschotten van de resterende 43 passagiers zijn nooit teruggevonden. In 2006 werden de wrakstukken naar Bologna overgebracht naar het museum ter nagedachtenis aan de slachtoffers van de vliegramp van Ustica.

## Officieel onderzoek
Na jaren van onderzoek was er geen officiële verklaring voor het ongeval verstrekt door de Italiaanse overheid. In 1989 werd een officiële verklaring door voorzitter Giovanni Pellegrino van de parlementaire commissie van terreur naar buiten gebracht, waarin duidelijk werd gesteld dat het vliegtuig neergehaald is bij een militaire onderschepping.
(...)L'incidente al DC9 è occorso a seguito di azione militare di intercettamento, il DC9 è stato abbattuto, è stata spezzata la vita a 81 cittadini innocenti con un'azione, che è stata propriamente atto di guerra, guerra di fatto e non dichiarata, operazione di polizia internazionale coperta contro il nostro Paese, di cui sono stati violati i confini e i diritti. (...)— Giovanni Pellegrino
De daders van het neerhalen van het vliegtuig bleven onbekend en het Italiaanse gerechtshof stopte het onderzoek. In juni 2008 werd de zaak heropend nadat Francesco Cossiga, die ten tijde van het ongeluk president van Italië was en in 1990 had gezegd nergens van af te weten, het volgende verklaarde:
"Toen ik Republikeins president was werden de toenmalige onderminister Giuliano Armano en ik door onze geheime dienst geïnformeerd dat de Fransen het hadden gedaan. De Fransen wisten dat het vliegtuig van Qadhafi langs zou zijn gevlogen. Qadhafi wist zich te redden nadat generaal Santovito van de Italiaanse Militaire Inlichtingen en Veiligheidsdienst er achter was gekomen en hem ervan op de hoogte bracht vlak nadat hij was opgestegen, en dus besloot hij om terug te gaan.”
Een maand later werd bij de Franse president een schadevergoeding geclaimd.
De rol van de Italiaanse luchtmacht is ook onduidelijk gebleven. Diverse militairen zijn aangeklaagd, mede voor het falsificeren van documenten, meineed en medeplichtigheid. Daarnaast werden vier generaals beschuldigd van en veroordeeld voor hoogverraad en het tegenwerken van het onderzoek. Zij werden echter op 30 april 2004 weer vrijgesproken. Opmerkelijk is dat diverse potentiële getuigen vlak voordat zij zouden worden verhoord op mysterieuze wijze om het leven kwamen.
Op 28 januari 2013 veroordeelde het Hoger Gerechtshof van Palermo de Italiaanse Staat tot een schadevergoeding aan de nabestaanden van de slachtoffers van de vliegramp van Ustica. Volgens het gerechtshof is de theorie dat de DC-9 van Maatschappij Itavia met haar 81 inzittenden door een raket is getroffen overduidelijk bewezen.
In de aan deze ramp gewijde aflevering van Air Crash Investigation (National Geographic) wordt daarentegen aannemelijk gemaakt dat er sprake moet zijn geweest van een bomexplosie in de toiletruimte achter in het toestel. Het meest recente onderzoek door een internationaal team van experts zou dit al in 1994 onomstotelijk hebben uitgewezen. De resultaten van dit onderzoek zijn ook in een officieel rapport vastgelegd, dat echter door de Italiaanse justitie om onduidelijke redenen werd genegeerd.

## Museum

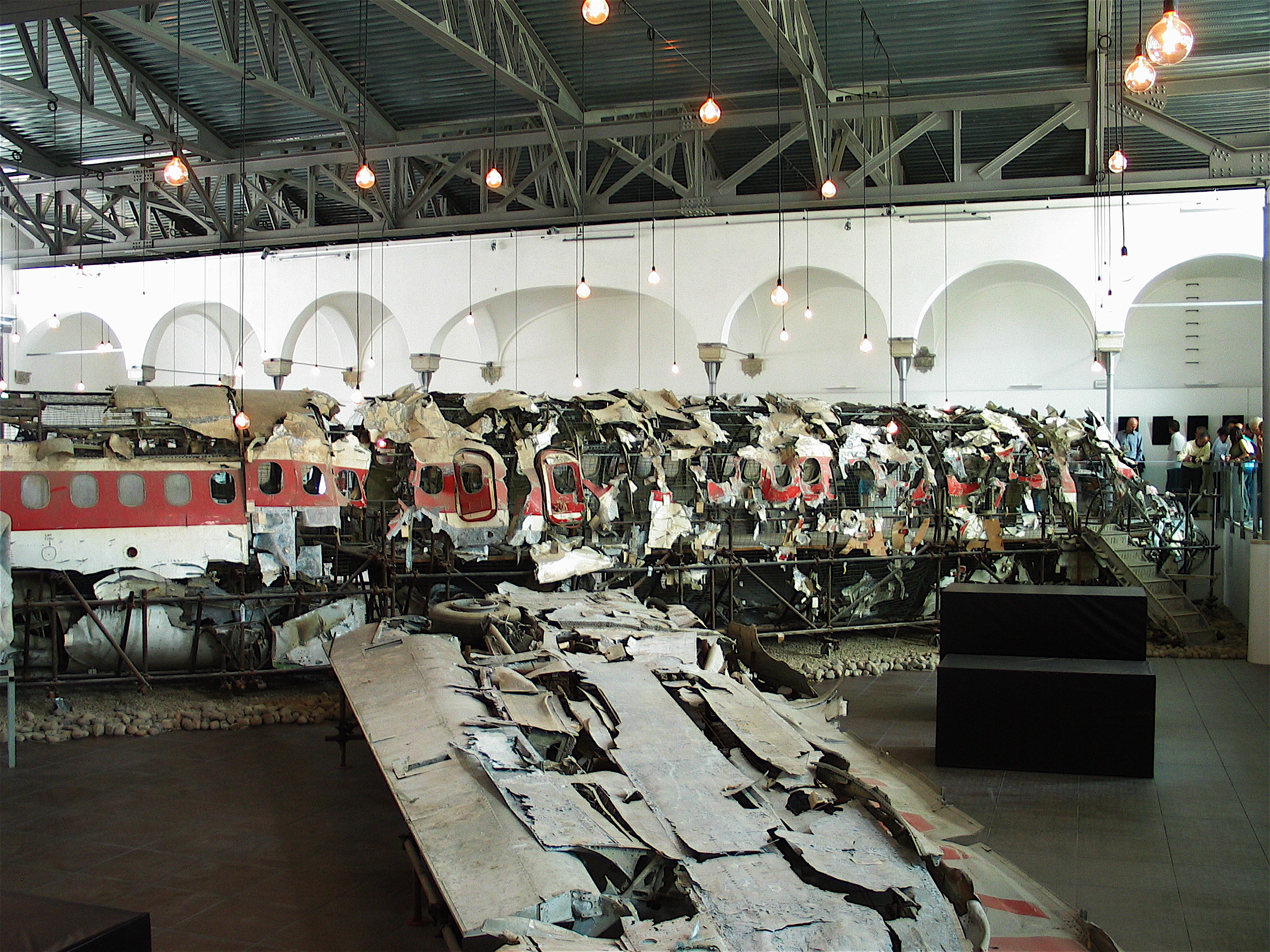
het museum

Op 27 juni 2007 is in Bologna een museum geopend ter nagedachtenis aan de slachtoffers van de vliegramp van Ustica. In het museum zijn onder meer delen van het neergestorte vliegtuig te zien, waaronder de gereconstrueerde romp. Daarnaast worden eigendommen tentoongesteld van de omgekomen inzittenden.